# Бахна Маре (Њамц)
Бахна Маре (рум. Bahna Mare) насеље је у Румунији у округу Њамц у општини Баргауани. Oпштина се налази на надморској висини од 314 m.

## Становништво
Према подацима из 2002. године у насељу је живело 22 становника, од којих су сви румунске националности.